# Ряхов, Антон Петрович
Анто́н Петро́вич Ря́хов (род. 29 мая 1980, Ташкент) — узбекский и российский гребец-байдарочник, в первой половине 2000-х годов выступал за сборную Узбекистана, начиная с 2005 года представляет сборную России. Участник четырёх летних Олимпийских игр, призёр чемпионатов мира и Европы, многократный победитель национальных первенств. Заслуженный мастер спорта России.

## Биография
Родился 29 мая 1980 года в Ташкенте. В детстве мечтал стать велогонщиком, но однажды его велосипед сломался, и он навсегда отказался от этого вида спорта. Активно заниматься греблей начал в возрасте шестнадцати лет, проходил подготовку под руководством тренера В. К. Юлдашева. Первого серьёзного успеха добился в 1998 году, когда впервые прошёл отбор в сборную Узбекистана и побывал на Азиатских играх в Бангкоке, где завоевал сразу две серебряные медали: с одиночной байдаркой на дистанции 500 м и с двойкой в гонке на 1000 м. Благодаря череде удачных выступлений удостоился права защищать честь страны на летних Олимпийских играх 2000 года в Сиднее, соревновался в одиночной программе в километровом и полукилометровом заездах, однако в обоих случаях сумел дойти лишь до стадии полуфиналов.
В 2001 году Ряхов выиграл серебро и бронзу на чемпионате мира в польской Познани, с одиночной байдаркой на полукилометровой и двухсотметровой дистанциях соответственно. Год спустя удачно выступил на Азиатских играх в Пусане, получил три медали, в том числе одну золотую в заезде одиночек на 500 м. Помимо этого, получил бронзу и серебро на мировом первенстве в Севилье и одержал несколько побед на различных этапах Кубка мира, в результате чего расположился в общем индивидуальном зачёте на пятой позиции. На чемпионате мира 2003 года в Гейнсвилле добыл бронзовую медаль, заняв третье место среди одиночных байдарок в спринтерской двухсотметровой гонке. Позже прошёл квалификацию на Олимпиаду 2004 года в Афины, где участвовал в программе одиночек на 500 м и в программе четвёрок на 1000 м (вместе с Алексеем Бабдажановым, Дмитрием Стрийковым и Сергеем Борзовым). Планировал побороться здесь за медали, но ни в одной из дисциплин не смог пробиться в финал.
После Олимпиады в 2005 году Ряхов вместе с будущей женой Надеждой Пищулиной переехал в Омск и, приняв российское гражданство, отныне стал выступать за сборную России. В этом же сезоне выиграл бронзовую медаль на чемпионате мира в Загребе, в гонке одноместных байдарок на дистанции 200 м. Ещё через год выиграл серебро на мировом первенстве в Сегеде и на европейском первенстве в Рачице, тогда как в общем зачёте мирового кубка разместился на четвёртой позиции. Затем в его карьере наступил некоторый спад, но в 2008 году он всё-таки отобрался Олимпийские игры в Пекин — в полукилометровом заплыве пробился в финал и занял в итоге пятое место, в то время как на километровой дистанции остановился на стадии полуфиналов.
Будучи участником уже трёх Олимпиад, Ряхов остался в основном составе российской национальной команды и продолжил принимать участие в крупнейших международных турнирах. Так, в 2009 году он получил бронзовую медаль на чемпионате Европы в Бранденбурге, а в 2010-м добыл бронзу на первенстве мира в Познани. Начиная с этого времени всё чаще стал склоняться от индивидуальных гонок к командным, к заездам двоек и четвёрок. Например, на мировом чемпионате 2011 года в Сегеде завоевал бронзовую медаль именно в программе K-4 1000 м. Подтвердив звание одного из лучших спринтеров России, прошёл отбор на Олимпийские игры 2012 года в Лондон, участвовал здесь в километровых гонках среди двоек и среди четвёрок. В первом случае (в паре с Ильёй Медведевым) занял шестое место, тогда как во втором (с Медведевым, Антоном Васильевым и Олегом Жестковым) расположился на седьмой позиции.
В 2013 году Антон Ряхов выиграл серебряную медаль на чемпионате Европы в Монтемор-у-Велью и побывал на первенстве мира в Дуйсбурге, где, тем не менее, попасть в число призёров не сумел.
Ныне вместе с семьёй проживает в Санкт-Петербурге, воспитывает трёх дочерей Веронику Злату и Ярославу. Имеет высшее образование, окончил Ферганский государственный университет, где обучался на факультете физической культуры и спорта. В свободное от гребли время любит рыбачить, слушать музыку и путешествовать за рулём автомобиля.

## Награды
- Медаль «За высокие достижения» (Омская область)[3].